# Rotavision
Die Rotavision Produktionsgesellschaft für Film- und Rundfunkprogramm mbH war eine mittelständische Firma des Rhein-Zeitung-Verlags und gilt als Wegbereiter für das deutsche Privatfernsehen in den 1980er Jahren.

## Geschichte
Ausschlaggebend war eine Gesetzeslücke, die vom Pressephotograph Jürgen Engels aus Koblenz entdeckt wurde und die es erlaubte, auf Monitorwänden in Kaufhäusern das Programm von RTLplus auszustrahlen. Dafür wurde in Koblenz ein Regionalprogramm produziert, das per Kurier nach Luxemburg transportiert wurde, um es dann auch später im Raum Saarbrücken und Rheinland-Pfalz auszustrahlen. Nach Erteilen einer „echten Lizenz“ für RTL wurde aus Rotavision 1985 die RPR1.
Viele der ehemaligen Mitarbeiter haben heute Führungspositionen bei RPR. Einige sind auch für RTL tätig, wie z. B. Bernhard Abt als Regisseur bei RTL Samstag Nacht. Der Kameramann Andy Bierschenk begann seine Berufslaufbahn bei Rotavision.